# Dana Chladek
Dana Chladek (* 27. Dezember 1963 in Děčín, Tschechoslowakei als Dana Chládková) ist eine ehemalige US-amerikanische Kanutin.

## Karriere
Dana Chladek wurde in der Tschechoslowakei geboren. Im Alter von fünf Jahren wanderten ihre Eltern mit ihr in die Vereinigten Staaten aus, wo sie schließlich 1986 ihren Abschluss am Dartmouth College in Französischer Literatur machte. Ihre Eltern waren ebenfalls Kanuten und beide in der tschechoslowakischen Nationalmannschaft aktiv gewesen.
Sie sicherte sich in ihrer Karriere im Einer-Kajak im Kanuslalom zunächst mehrere Medaillen bei Weltmeisterschaften. 1987 gewann sie in Bourg-Saint-Maurice mit der Mannschaft die Bronzemedaille, zwei Jahre darauf verbesserte sie sich auf dem Savage River in Maryland mit der Mannschaft auf den zweiten Platz. Gleichzeitig gelang ihr auch im Einzel der Gewinn der Silbermedaille. Ähnlich erfolgreich verliefen die Weltmeisterschaften 1991 in Tacen. Im Einzel wurde sie erneut Vizeweltmeisterin und belegte mit der Mannschaft den dritten Platz. Ihre sechste WM-Medaille gewann sie 1993 in Mezzana mit der Mannschaft, als sie mit dieser wie schon 1989 Zweiter wurde.
Zweimal nahm sie an Olympischen Spielen teil. Bei ihrem Olympiadebüt 1992 in Barcelona gewann sie sogleich eine Medaille, als sie die mit einer Zeit von 131,75 Sekunden im ersten Lauf die insgesamt drittbeste Laufzeit aller Starterinnen erzielte. Sie erhielt hinter der Deutschen Elisabeth Micheler, die mit 126,41 Punkten den Wettbewerb gewann, und Danielle Woodward aus Australien, deren Punktzahl 128,27 betrug, die Bronzemedaille. Vier Jahre darauf erzielte sie in Atlanta wie auch Štěpánka Hilgertová mit 169,49 Punkten das beste Resultat des Wettbewerbs, gewann aufgrund des schwächeren zweiten Laufes jedoch nur die Silbermedaille. Den dritten Platz belegte Myriam Fox-Jerusalmi.
Nach ihrer aktiven Karriere wurde Chladek Trainerin und Renndirektorin am Potomac Whitewater Racing Center. Sie heiratete den französischen Kanuten Thierry Humeau.